# 게일 포먼
게일 포먼(영어: Gayle Forman, 1970년 6월 5일 ~ )은 미국의 소설가이다.
1970년 로스앤젤레스에서 태어난 게일 포먼은 어린 시절부터 글을 쓰기 시작했다. 《세븐틴》, 《네이션》, 《엘르》, 《코스모폴리탄》, 《뉴욕 타임스》 등 다양한 매체에 글을 써온 포먼은, 출산을 계기로 성장소설 작가가 되기로 결심하고 2007년 《제정신인 소녀들 Sisters in Sanity》로 데뷔한다.
이후 친구 가족의 사고를 바탕으로 쓴 2009년 소설 《네가 있어준다면》을 발표하였다. 이 작품은 출간 직후 여러 곳에서 베스트셀러로 선정되어 이후 클로이 그레이스 머레츠 주연의 영화로도 제작되었다.

## 저작
- 쉽게 다다를 수 없는 곳: 줄어드는 세계의 가장자리에서 보낸 일 년 (2002) - 여행 에세이
- 제정신인 소녀들 (2007)
- 네가 있어준다면 (2009)
- 그녀는 어디로 (2011)
- 단 하루 (2013)
- 단 일년 (2013)
- 단 하룻밤 (2014)
- 나는 여기에 있었다 (2015)